# 元悌
元 悌（げん てい、506年 - 528年）は、北魏の皇族。広平文懿王。字は孝睦。

## 経歴
広平王元懐と馮氏のあいだの子として生まれた。519年（神亀2年）、広平王の爵位を嗣ぎ、散騎常侍の位を受けた。まもなく平南将軍の位を加えられた。後に安南将軍・河南尹となった。中軍将軍・鴻臚卿に任じられた。さらに護軍将軍の位を受けた。528年（武泰元年）4月、河陰の変で殺害された。享年は23。諡は文懿王といった。
子の元賛が広平王の位を嗣いだ。妻の鄭大車は東魏の権臣高歓の側妻となり、北斉の馮翊王高潤を産んだ。

## 伝記資料
- 『魏書』巻22 列伝第10
- 魏故侍中使持節驃騎大将軍太尉公尚書令冀州刺史広平文懿王墓誌銘（元悌墓誌）